# Bradysia rufescens
Bradysia rufescens är en tvåvingeart som först beskrevs av Zetterstedt 1852.  Bradysia rufescens ingår i släktet Bradysia och familjen sorgmyggor.
Artens utbredningsområde är Sverige. Arten är reproducerande i Sverige. Inga underarter finns listade i Catalogue of Life.